# Gemma
|  | Per a altres significats, vegeu «Gemma (desambiguació)». |

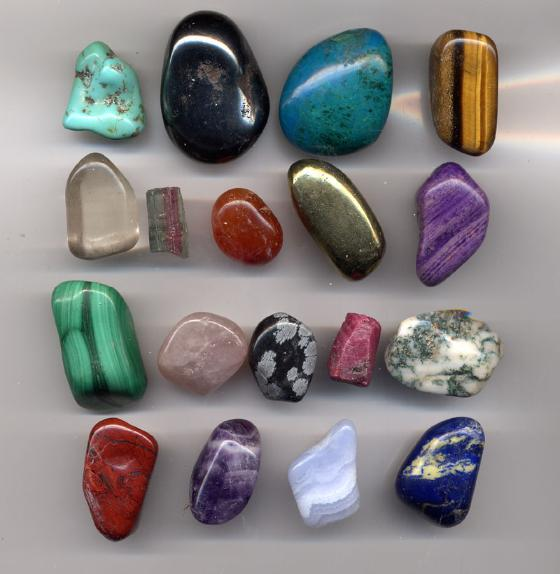
Gemmes: turquesa, hematita, crisocol·la i ull de tigre (primera fila), quars, turmalina, cornalina, pirita i sugilita (segona fila), malaquita, quars rosat, obsidiana, robí i àgata (tercera fila), jaspi, ametista, àgata blava i lapislàtzuli (quarta fila).

Alguns tipus de tall de gemmes.

Una gemma és un mineral, roca o material petrificat que en ser tallat i polit es pot usar en joieria. Unes altres són orgàniques, com l'ambre, resina d'arbre fossilitzada.
Les imitacions copien la forma i el color de la pedra però no posseeixen les seues característiques físiques o químiques. No obstant això, les gemmes sintètiques no són necessàriament una imitació. Per exemple el diamant, el robí, el safir i la maragda creades en laboratoris posseeixen les mateixes característiques físiques i químiques que la pedra original. Menuts diamants artificials han estat manufacturats massivament durant anys, encara que només recentment han estat creats grans diamants de qualitat, especialment els de color.
Una gemma és avaluada principalment per la seua bellesa i perfecció. De fet, l'aparença és el més important. La bellesa també ha de ser duradora; si una gemma és danyada d'alguna manera, perd el seu valor instantàniament. Les característiques que fan una pedra bella són el seu color, un fenomen òptic inusual, una incrustació (per exemple, un fòssil), la seua raresa i, algunes vegades, la forma peculiar del cristall.
Tradicionalment les gemmes eren dividides en dos grans grups, les precioses i les semi-precioses. Es consideraven precioses cinc tipus de gemmes:
- Diamant
- Robí
- Safir
- Maragda
- Ametista (des que se'n va descobrir un gran jaciment a Brasil, ja no es considera preciosa)

Actualment totes les pedres són considerades valuoses, encara que les cinc "gemmes cardinals" són gairebé sempre, les més cares. Hi ha aproximadament 130 espècies de minerals; alguns d'ells són:
- Àgata
- Ametista (antigament considerada com una "gemma preciosa")
- Ambre
- Aiguamarina i altres varietats del beril
- Feldespat, també pedra de lluna
- Jade
- Lapislàtzuli
- Malaquita
- Òpal
- Pirita
- Quars i les seues varietats
- Topazi
- Turquesa

Les gemmes són descrites i diferenciades pels especialistes segons determinades especificacions tècniques. Entre elles, de què estan fetes, la seua composició química. Els diamants, per exemple, són de carboni (C). D'altra banda, moltes gemmes i cristalls són classificats per la seua forma.
Les gemmes són classificades en diferents grups, espècies i varietats, tenint en compte el seu color. Per exemple, la maragda (verda), aiguamarina (blava) i la morganita (rosada). Aquestes varietats són totes de l'espècie del beril.

## Propietats de les gemmes

### Bellesa
- Color
  - Corindó: Incolor (leucosafir), roig (robí), blau fosc (safir), de colors (fantasia)
  - Beril: Verd herba (maragda) blau clar (aiguamarina), groc (Heliodor), roig (bixbita), rosa (morganita)
  - Diamant: incolor o groc molt claret
  - Idiocromàtics: amb un color propi
  - Alocromàtics: per impureses en la seua composició o per defectes en la seua estructura
  - Pseudocromàtics: produeixen efectes òptics com fracturació, refracció, curvatura, dispersió dels rajos lluminosos, etc.
- Lluïssor: depèn de la naturalesa de la gemma i del tipus d'enllaç.
  - Adamantí: diamant
  - Resinós adamantí: zircó
  - Nacrat: perles
  - Sedós: materials amb inclusions orientades (quars rutilat, ulls de gat)
  - Cras: turquesa
  - Resinós: Ambre
  - Ceri: Jade
  - Gras: Atzabeja
- Transparència
  - Transparents
  - Semitransparents / translúcids
  - Opacs
- Efectes òptics:
  - opalescència: lletositat en el material
  - aventurescència: reflexió de la llum en les inclusions, lluentor metàl·lica.
  - Joc de colors: difracció de la llum (òpals nobles)
  - adularescència: reflex blavenc
  - labradorescència: reflexió de la llum en una pedra opaca, lluentor metàl·lica (labradorita i espectrolita)
  - asterisme: inclusions en forma d'agulla orientades en forma d'estrella (robins i safirs estrella) amb quatre puntes (estrelles de l'índia)
  - ull de gat: inclusions en una direcció
  - foc: dispersió de la llum (necessita facetes) diamant, zircó, fabulites, granat.
  - iridescència: interferència de la llum en colors per una fissura en la pedra (quars iris)

### Durabilitat
- duresa: resistència a ser ratllades
  - Vectorial: basat en la direccionalitat: l'orientació més difícil de ratllar és la diagonal d'una cara cúbica; la més fàcil, el pla dodecaèdric.
- exfoliació: Es poden separar els minerals en trossos com làmines planes (mai es pot tallar una faceta segons el plànol d'exfoliació)
  - exfoliació completa: en romboedres (mica)
  - exfoliació mitjana: (apatita)
  - exfoliació nul·la: (quars, granats)
- Partició o falsa exfoliació: macles (corindons, robins i safirs)
- segons el nombre de plànols d'exfoliació: 2 (maragda), 4 (diamant), 6 (calcita).
- Fractura:
  - fràgil: que no suporta un colp brusc (diamant)
  - tenaç: no es trenquen (jade)
- Resistència: ALS agents físics i químics
  - Perles: àcids i alcohol / Ambre: alcohol
  - calor: no la suporten (Ambre, atzabeja, òpal, perla) canvien de color (ametistes)

### Raresa
- Escassetat: els diamants han estat durant molt temps majoritàriament propietat de la companyia comercial De Beers, encara que des de l'any 2004 tenen menys del 50% del mercat.
- Classes de gemmes: Propietats d'un material, depenen de la composició química i de l'estructura.
  - Gemmes naturals, fines o veritables: amb tractaments permesos (escalfament dels zircons, aiguamarines i maragdes)
  - Gemmes sintètiques: de laboratori (es distingeixen per les inclusions)
  - Gemmes artificials: la seua composició i estructura varia del natural (zirconita, fabulita)
  - Gemmes tractades: no permès
  - Gemmes simulades:
  - Gemmes compostes: es fabriquen unint trossos d'altres gemmes.
  - Gemmes reconstituïdes: per calor i pressió (ambre, carei)
  - Gemmes d'imitació
  - Vidres
- Perles
  - Naturals: les generen mol·luscs (calci i conquiolina)
  - Orientals: d'ostres pintades i mareperla
  - Conreades: criades en piscifactories
  - Imitació: cristall amb vernís.

## Origen i creixement
- Magmàtiques: refredament del magma.
- Sedimentació dels minerals.